# Donne pantere
Donne pantere è un film statunitense del 1950, diretto da Gregg C. Tallas (Γκρέκ Τάλλας), con Jo-Carroll Dennison.

## Trama
Tigri è a capo di una tribù preistorica costituita da sole femmine. Nika, l’anziana della tribù, racconta come essa sia stata costituita anni addietro per esplicito volere della madre di Tigra, che ha voluto sfuggire dallo stato di schiavitù in cui gli uomini tenevano le donne nell’originario raggruppamento misto. La madre di Tigra trova la morte subito dopo la fondazione, nelle mani di Guadi, un violento gigante assassino che terrorizza gli abitanti della giungla.
La tribù femminile usa rapire degli uomini a scopo riproduttivo. I rapimenti devono avvenire, secondo le consuetudini, prima della luna piena: e anche nel mese corrente vengono “catturati” alcuni degli uomini guidati in una battuta di caccia da Engor, il quale riesce a fuggire e a ritornare, ferito, alla propria tribù. Gli uomini rapiti vengono tenuti in stato di sottomissione.
Engor, una volta rimessosi, parte per rintracciare le donne rapitrici in cerca di vendetta, e durante il cammino, mentre sta forgiandosi una nuova ascia battendo pietra su pietra, scopre il fuoco. Alla fine viene anch’egli fatto prigioniero dalle donne, e fra esse nasce una competizione su chi potesse vantare maggiori diritti sulla nuova “preda”, competizione vinta da Tigri sulla rivale Arva.
In una sfida consistente nello spostare una pesante pietra, Engor rimane affascinato dalla superiore tecnologia di Tigri, vincitrice, che conosce l’uso della leva. Da allora i rapporti fra i due cominciano ad essere meno tesi, anche se gli uomini prigionieri, tenuti a bada anche dalle pantere che le donne hanno addomesticato ed usano come guardiane, tentano più volte la fuga. Alla fine gli uomini, sfruttando il loro dominio sul fuoco, riescono a riprendere il ruolo dominante, e decidono di portare le donne alla tribù di provenienza di Engor.
Ma nel viaggio devono affrontare congiuntamente diversi gravi pericoli, compreso un nuovo attacco del gigante Guadi, che sventano sempre grazie al fuoco. Alla fine decidono di fondare una comunità a sé stante, e mentre l’anziana Nika celebra il matrimonio di Tigri ed Engor, si profila un futuro di rapporti più equilibrati fra i sessi.